# Division I 2007-2008
La Division I 2007-2008 è stata la 105ª edizione della massima serie del campionato belga di calcio disputata tra il 3 agosto 2007 e il 10 maggio 2008 e conclusa con la vittoria dello Standard Liegi, al suo nono titolo.
Capocannoniere del torneo fu Joseph Akpala (R. Sporting du Pays de Charleroi), con 18 reti.

## Formula
Come nella stagione precedente le squadre partecipanti furono 18 e disputarono un turno di andata e ritorno per un totale di 34 partite.
L'ultima classificata retrocedette mentre la penultima disputò uno spareggio contro la seconda della Division 2.
Le società ammesse alle coppe europee furono cinque: le prime due classificate si qualificarono alla UEFA Champions League 2008-2009, la terza e la vincitrice della coppa nazionale alla Coppa UEFA 2008-2009 e un'ulteriore squadra alla coppa Intertoto 2008.

## Classifica finale
|    | Classifica                       | G  | V  | N  | P  | GF | GS | Dif | Pt |
| -- | -------------------------------- | -- | -- | -- | -- | -- | -- | --- | -- |
| 1  | Standard Liegi                   | 34 | 22 | 11 | 1  | 61 | 19 | 42  | 77 |
| 2  | Anderlecht                       | 34 | 21 | 7  | 6  | 59 | 31 | 28  | 70 |
| 3  | Club Bruges                      | 34 | 20 | 7  | 7  | 45 | 30 | 15  | 67 |
| 4  | Cercle Brugge KSV                | 34 | 17 | 9  | 8  | 62 | 33 | 29  | 60 |
| 5  | Germinal Beerschot               | 34 | 16 | 7  | 11 | 46 | 34 | 12  | 55 |
| 6  | Gent                             | 34 | 14 | 10 | 10 | 57 | 46 | 11  | 52 |
| 7  | Zulte Waregem                    | 34 | 13 | 8  | 13 | 47 | 54 | -7  | 47 |
| 8  | R. Sporting du Pays de Charleroi | 34 | 13 | 7  | 14 | 41 | 45 | -4  | 46 |
| 9  | KVC Westerlo                     | 34 | 12 | 9  | 13 | 43 | 37 | 6   | 45 |
| 10 | KRC Genk                         | 34 | 12 | 9  | 13 | 54 | 55 | -1  | 45 |
| 11 | R.E. Mouscron                    | 34 | 12 | 6  | 16 | 38 | 43 | -5  | 42 |
| 12 | KSC Lokeren Oost-Vlaanderen      | 34 | 9  | 15 | 10 | 32 | 33 | -1  | 42 |
| 13 | KV Mechelen                      | 34 | 10 | 10 | 14 | 45 | 52 | -7  | 40 |
| 14 | KSV Roeselare                    | 34 | 9  | 11 | 14 | 36 | 55 | -19 | 38 |
| 15 | FCV Dender EH                    | 34 | 9  | 6  | 19 | 33 | 59 | -26 | 33 |
| 16 | RAEC Mons                        | 34 | 7  | 12 | 15 | 37 | 45 | -8  | 33 |
| 17 | K. Sint-Truidense VV             | 34 | 6  | 9  | 19 | 32 | 58 | -26 | 27 |
| 18 | FC Brussels                      | 34 | 4  | 7  | 23 | 27 | 66 | -39 | 19 |

### Verdetti
- Standard Liegi campione del Belgio 2007-08.
- K. Sint-Truidense VV e Brussels retrocesso in Division II.